# Антрен
Антрен (фр. Antrain) — ассоциированная коммуна на северо-западе Франции, находится в регионе Бретань, департамент Иль и Вилен, округ Фужер-Витре, центр одноименного кантона. Коммуна расположена в 49 к северу от Ренна, в 12 км от автомагистрали N176 и в 17 км от автомагистрали А84 "Дорога эстуарий". Через территорию коммуны протекает река Куэнон. 
Население (2018) — 1 289 человек. 

## История
Антрен, расположенный в долине реки Куэнон, никогда не имел важного оборонного значения, хотя остатки мотта на берегу реки дают основание утверждать, что крепость в Средние Века в этом месте все же существовала. После битвы при Азенкуре Антрен стал развиваться как торговый и ремесленный центр; здесь стали возникать ткацкие и кожевенные производства. К XVII веку, однако, Антрен перестал представлять какой-либо интерес как стратегический центр, и экономическое развитие постепенно сошло на нет.
Население Антрена приветствовало Великую французскую революцию и с энтузиазмом отмечало годовщины образования Первой республики и казни короля Людовика XVI с принесением клятвы ненависти монархии.
1 января 2019 года коммуна Антрен с тремя другими коммунами образовала новую коммуну Валь-Куэнон.

## Достопримечательности
- Шато де Бонфонтен XVI века в стиле бретонского ренессанса
- Церковь Святого Андре XII века с башней XVII века
- Мосты через реку Куэнон XVIII века
- Особняки XVI-XVIII веков

## Экономика
Уровень безработицы (2014 год) — 14,2 % (Франция в целом — 13,5 %, департамент Иль и Вилен — 10,9 %). 

Среднегодовой доход на 1 человека, евро (2014 год) — 19 025 (Франция в целом — 20 150, департамент Иль и Вилен — 20 926).

## Демография
Динамика численности населения, чел.

## Галерея

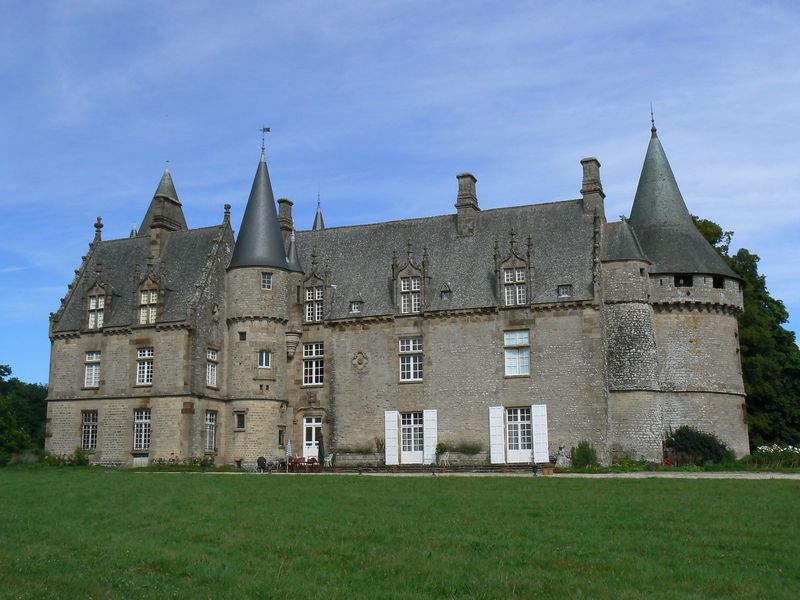
Шато де Бонфонтен
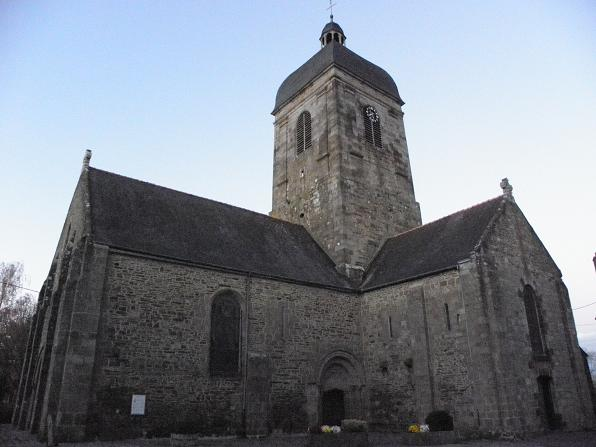
Церковь Святого Андрея
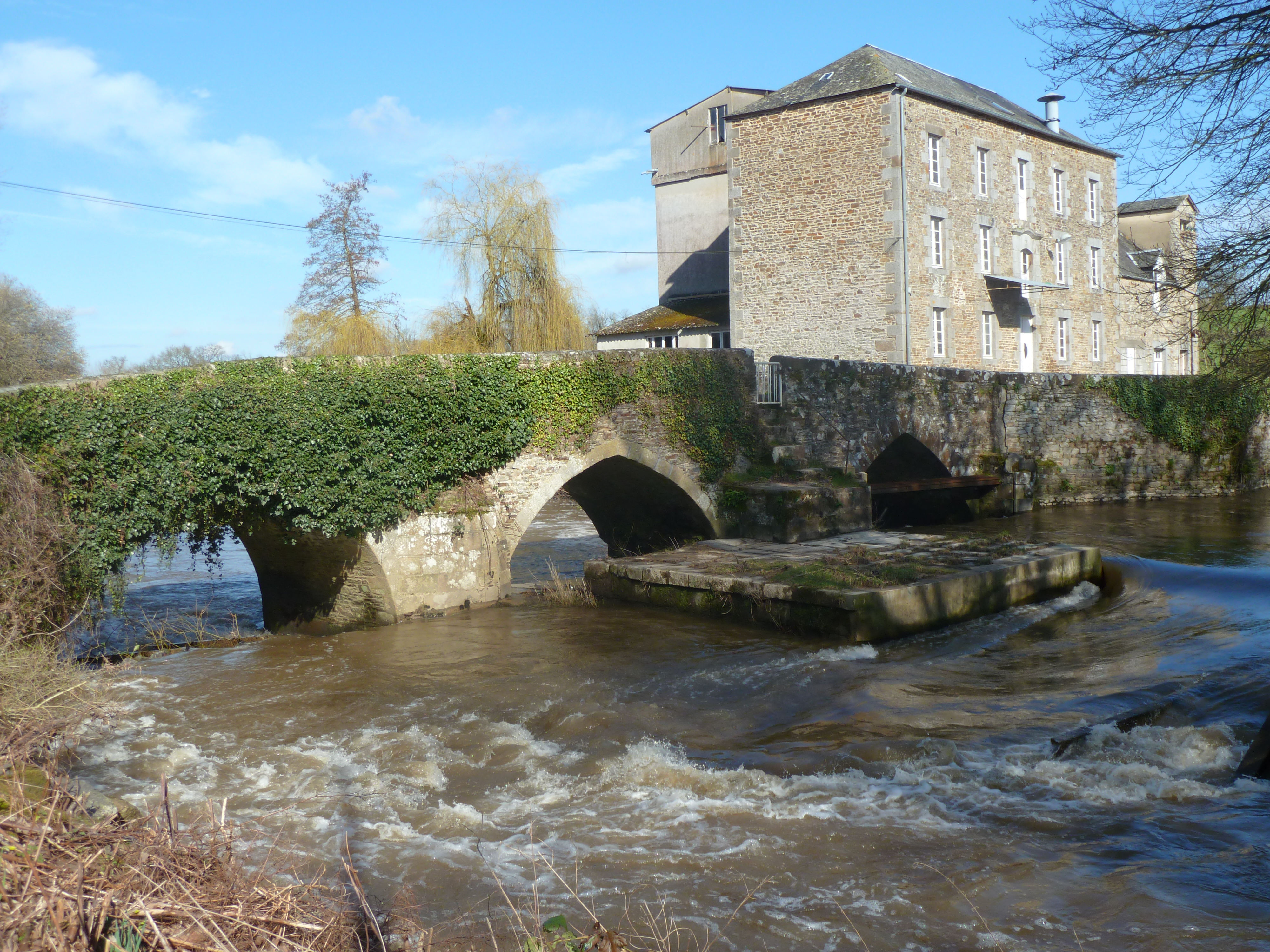
Мост через реку Куэнон
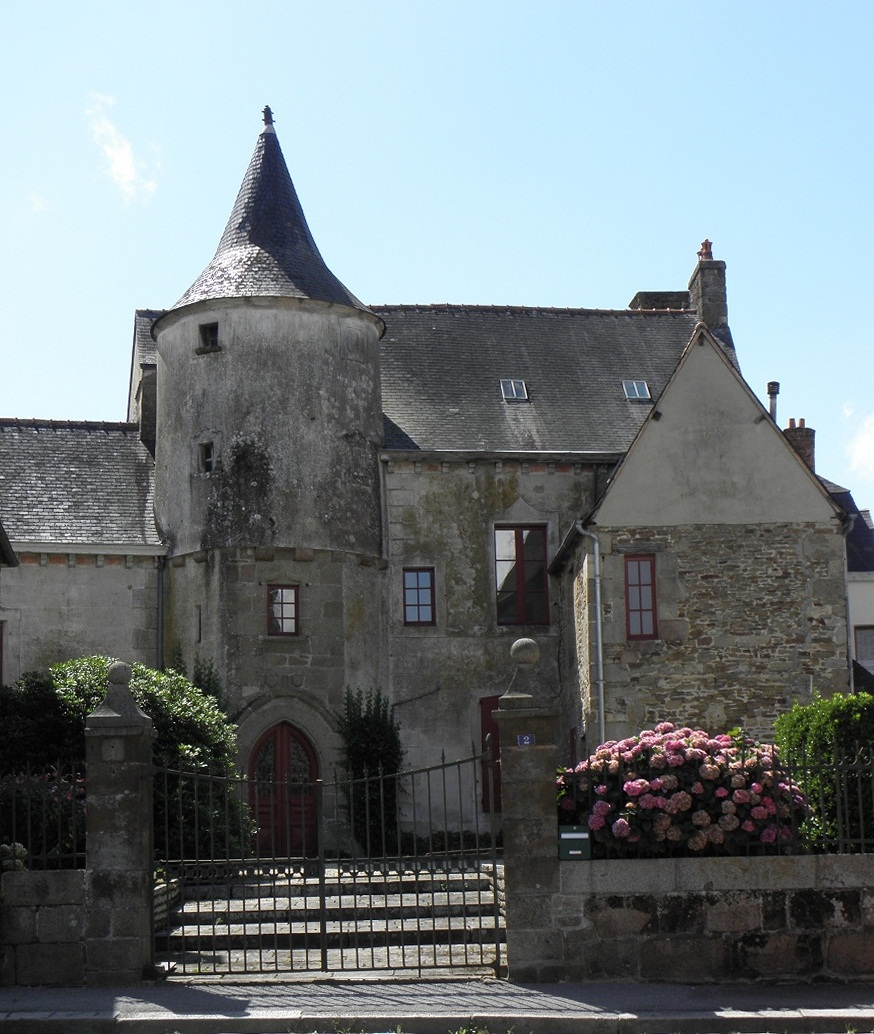
Старинный особняк